# 멧 센터
멧 센터(영어: Met Center)는 미국 미네소타주 블루밍턴에 위치한 실내 경기장이다. 과거 ABA 미네소타 머스키스, 미네소타 파이퍼스와 NHL 미네소타 노스 스타스의 홈경기장이었으며, NBA 미네소타 팀버울브스의 제2 홈경기장으로 사용했다.
| NHL 올스타전 개최 경기장 |                |                    |
| 1971년                   | 1972년 멧 센터 | 1973년             |
| 보스턴 가든              | 1972년 멧 센터 | 매디슨 스퀘어 가든 |
|                          |                |                    |
|                          |                |                    |